# Плурализъм
 Тази статия е за понятието в политическата философия.  За онтологичната система вижте Плурализъм (философия).  
Плурализъм (на латински: pluralis) означава потвърждение или допускане на множество мнения, възгледи или гледни точки по даден въпрос. Употребява се както във философски, така и в научен или политически смисъл. Плурализмът е основен елемент на демокрацията. Уикипедия е типичен пример за плурализъм както по отношение на съставянето на статиите, така и по отношение на използвания език.

## Политически смисъл
Политическият плурализъм дава възможност за легално съществуване на различни политически формирования, за свободно пропагандиране на идеи и възгледи, ако те не призовават към насилие, не ограничават правата и свободите на други граждани и не са насочени срещу националните интереси.
Конституцията на България легитимира принципа на политическия плурализъм. Според чл. 11, ал. 1 политическият живот в Република България се основава върху принципа на политическия плурализъм.

## Слабости
За да функционира плурализмът и да бъде успешен в дефинирането на общото благо, всички групи трябва да се съгласят на минимален консенсус. Следователно най-важната изходна стойност е тази на взаимното уважение или толерантност. Ако такъв диалог не е възможен, екстремизмът и физическото насилие вероятно са неизбежни.